# 铁道飞虎
《铁道飞虎》是丁晟执导的一部中国动作战争题材喜剧电影，改编自小说《铁道游击队》，成龙领衔主演，其他演员包括房祖名、黄子韬、王凯、王大陆等，2016年1月初殺青，中国大陆定于2016年12月23日上映。Well Go USA Entertainment公司获得了影片在北美、英国、澳大利亚和新西兰等地的发行权，北美原计划和中国大陸地区同步上映。

## 剧情
在抗日战争初期，中国共产党在鲁南地区组织一批煤矿工人和八路军游击队坚持山区抗战。为了配合八路军，司令部就把原来枣煤矿工人派回枣庄，进行各种抗日活动。

## 角色
| 演員     | 角色         | 备注                                                         |
| 成龙     | 马原         | 四十五左右，是整个飞虎队的大哥，杏兒的父親。口头禅：少说话。 |
| 房祖名   | 銳歌         | 火車修理工                                                   |
| 黄子韬   | 大海         | 裁缝，性格心直口快。                                         |
| 王凯     | 范川         | 麵店老闆，擅长手枪的神枪手，飞虎队中“唯一正规军”。           |
| 王大陆   | 大国         | 八路軍。                                                     |
| 桑平     | 大奎         |                                                              |
| 吴永伦   | 小虎         |                                                              |
| 徐帆     | 秦二嫂       | 兜賣煎餅，大海的娘親                                         |
| 柳海龙   | 二胖         |                                                              |
| 池内博之 | 山口         | 宪兵队队长                                                   |
| 矢野浩二 | 佐佐木       | 枣站站長                                                     |
| 张艺上   | 杏儿         |                                                              |
| 刘頔     | 三癞子       | 小偷                                                         |
| 耿长军   | 坂木         | 翻譯                                                         |
| 那威     | 黄一峰       | 枣站副站長                                                   |
| 何云伟   | 冯半仙       |                                                              |
| 张蓝心   | 由子         | 憲兵督察                                                     |
| 王耀立   | 东子         |                                                              |
| 高木貞佑 | 龟田         |                                                              |
| 丁藝乘   | 小男孩       |                                                              |
| 劉德華   | 小男孩的老師 |                                                              |
| 鄔禎琳   | 日本女客     |                                                              |
| 丁晟     | 火車乘客     |                                                              |
| 鄧軍     | 火車駕駛     |                                                              |
| 郝運明   | 火車駕駛     |                                                              |
| 王祁     | 麵館夥計     |                                                              |

## 发行

### 票房
中国大陆累计6.98亿人民币，台北票房約80萬新台幣，美國票房約21萬美金，全球合計約1.02億美元。
| 上一届： 《长城》(2016年) | 2017年中国内地一周票房冠军 第1週 | 下一届： 《星球大战外传：侠盗一号》 |

## 爭議
人民日报批豆瓣、猫眼：恶评伤害电影产业：因有网民为《长城》、《摆渡人》、《铁道飞虎》恶意刷一星事件，再次掀起轩然大波。

## 獎項及提名
| 年度   | 颁奖典礼           | 奖项         | 姓名                   | 结果 |
| ------ | ------------------ | ------------ | ---------------------- | ---- |
| 2017年 | 第11屆亞洲電影大獎 | 最佳美術指導 | 馮立剛                 | 提名 |
| 2017年 | 第11屆亞洲電影大獎 | 最佳視覺效果 | 孫立、盛勇、王上、孫靖 | 提名 |